# Bernard-Louis, marquis de Chauvelin
Bernard-Louis, marquis de Chauvelin, francoski maršal, diplomat in pisatelj, * 1716, † 1773.
Bil je veleposlanik Francije v Genovi in Torinu, generalporočnik v Genovi, vrhovni poveljnik francoskih sil na Korziki,...
1. ↑  Calendrier électronique des spectacles sous l'Ancien Régime et la Révolution — 2001.